# Éclipse solaire du 12 novembre 1966
L'éclipse solaire du 12 novembre 1966 est une éclipse totale.
Elle a été visible en Amérique du Sud.

## Particularité historique
La mission Gemini 12 de la National Aeronautics and Space Administration (NASA) a observé cette éclipse totale depuis l'espace.

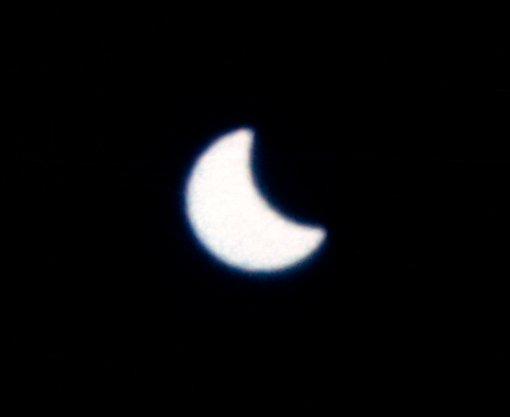
L'éclipse vue par Gemini 12.